# Polly Sherman
Polly Sherman är en roll i TV-serien Pang i bygget (Fawlty Towers) som spelades av Connie Booth, dåvarande hustru till John Cleese. 

## Personlighet
Polly är en mycket intelligent och bildad ung kvinna från USA som utbildar sig till konstnär. Under tiden försörjer hon sig med det otacksamma jobbet som servitris och allt-i-allo på Fawlty Towers. Trots att Basil stundtals behandlar Polly ganska illa är hon också hans förtrogna och en av få personer han talar fritt med om sina problem. Hon är även mycket lojal mot Basil och ställer upp på väldigt mycket för att rädda honom ur märkliga situationer. Stundtals kan man även se henne sälja en och annan teckning hon har gjort och det görs då och då anspelningar på hennes konstutbildning. Polly är även anmärkningsvärt språkkunnig och talar bl.a. tyska och spanska, vilket kommer väl till pass då hon jobbar med Manuel som hon i allmänhet är mycket vänlig mot. Kocken Terry hävdar vid ett tillfälle att det är han och Polly som egentligen driver hotellet vilket kanske inte är helt fel.